# 下莫爾比奧

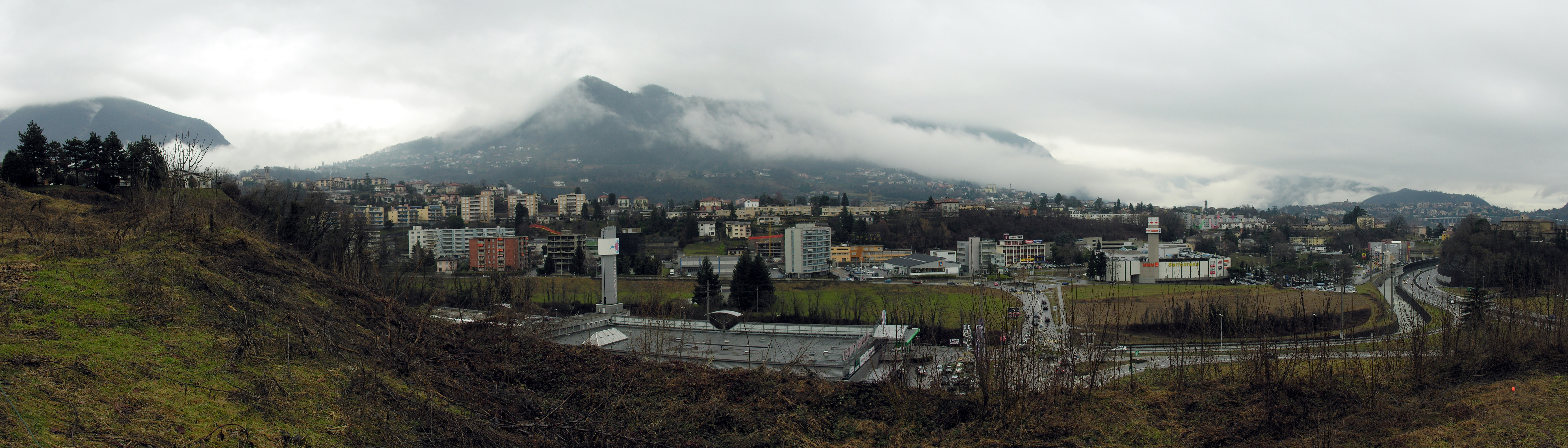

下莫爾比奧是瑞士的城鎮，位於該國南部，由提契諾州負責管轄，面積2.29平方公里，海拔高度342米，2011年人口4,565，八成半人口信奉羅馬天主教，人口密度每平方公里1,993人。